# Lista de episódios de Scream
A seguir se apresenta a lista de episódios de Scream, uma série de televisão de terror norte-americana e adaptação da série de filmes de terror de mesmo nome. A primeira temporada estreou em 30 de junho de 2015 nos Estados Unidos, sendo transmitida pela MTV.

## Resumo
| Temporada | Temporada | Episódios | Episódios | Originalmente exibido | Originalmente exibido |
| Temporada | Temporada | Episódios | Episódios | Estreia da temporada  | Final da temporada    |
| --------- | --------- | --------- | --------- | --------------------- | --------------------- |
|           | 1         | 10        | 10        | 30 de junho de 2015   | 1 de setembro de 2015 |
|           | 2         | 14        | 14        | 30 de maio de 2016    | 18 de outubro de 2016 |
|           | 3         | 6         | 6         | 8 de julho de 2019    | 10 de julho de 2019   |

## Episódios

### 1ª temporada (2015)
| N.º na série | N.º na temp. | Título                                       | Dirigido por   | Escrito por                                                                              | Exibição original     | Audiência (milhões) |
| ------------ | ------------ | -------------------------------------------- | -------------- | ---------------------------------------------------------------------------------------- | --------------------- | ------------------- |
| 1            | 1            | "Pilot" "(Piloto)" (BR)                      | Jamie Travis   | História por : Kevin Williamson Roteiro por : Jill Blotevogel, Dan Dworkin & Jay Beattie | 30 de junho de 2015   | 1.03                |
| 2            | 2            | "Hello, Emma" "(Oi, Emma)" (BR)              | Tim Hunter     | Jill Blotevogel                                                                          | 7 de julho de 2015    | 0.81                |
| 3            | 3            | "Wanna Play a Game?" "(Vamos Brincar?)" (BR) | Tim Hunter     | Jordan Rosenberg & Meredith Glynn                                                        | 14 de julho de 2015   | 0.87                |
| 4            | 4            | "Aftermath" "(Seguindo)" (BR)                | Brian Dannelly | Erin Maher & Kay Reindl                                                                  | 21 de julho de 2015   | 0.80                |
| 5            | 5            | "Exposed" "(Exposta)" (BR)                   | Brian Dannelly | David Coggeshall                                                                         | 28 de julho de 2015   | 0.75                |
| 6            | 6            | "Betrayed" "(Traição)" (BR)                  | Julius Ramsay  | Jaime Paglia                                                                             | 4 de agosto de 2015   | 0.69                |
| 7            | 7            | "In the Trenches" "(Linha de Frente)" (BR)   | Leigh Janiak   | Jordan Rosenberg & Meredith Glynn                                                        | 11 de agosto de 2015  | 0.64                |
| 8            | 8            | "Ghosts" "(Fantasmas)" (BR)                  | Rodman Flender | Erin Maher & Kay Reindl                                                                  | 18 de agosto de 2015  | 0.65                |
| 9            | 9            | "The Dance" "(O Baile)" (BR)                 | Ti West        | Jill Blotevogel                                                                          | 25 de agosto de 2015  | 0.55                |
| 10           | 10           | "Revelations" "(Revelações)" (BR)            | Jamie Travis   | Jaime Paglia                                                                             | 1 de setembro de 2015 | 0.76                |

### 2ª temporada (2016)
| N.º na série | N.º na temp. | Título                                                                                 | Dirigido por                  | Escrito por                     | Exibição original     | Audiência (milhões) |
| ------------ | ------------ | -------------------------------------------------------------------------------------- | ----------------------------- | ------------------------------- | --------------------- | ------------------- |
| 11           | 1            | "I Know What You Did Last Summer" "(Eu Sei o Que Vocês Fizeram no Verão Passado)" (BR) | Brian Dannelly                | Michael Gans & Richard Register | 30 de maio de 2016    | 0.40                |
| 12           | 2            | "Psycho" "(Psicose)" (BR)                                                              | Scott Speer                   | Meredith Glynn                  | 6 de junho de 2016    | 0.50                |
| 13           | 3            | "Vacancy" "(Temos Vagas)" (BR)                                                         | Jamie Travis                  | Steve Yockey                    | 13 de junho de 2016   | 0.35                |
| 14           | 4            | "Happy Birthday to Me" "(Feliz Aniversário Para Mim)" (BR)                             | Daniel Stamm                  | Brian Sieve                     | 20 de junho de 2016   | 0.27                |
| 15           | 5            | "Dawn of the Dead" "(Madrugada dos Mortos)" (BR)                                       | Oz Scott                      | Heath Corson                    | 28 de junho de 2016   | 0.45                |
| 16           | 6            | "Jeepers Creepers" "(Olhos Famintos)" (BR)                                             | Evan Katz                     | Anna Christopher                | 5 de julho de 2016    | 0.45                |
| 17           | 7            | "Let the Right One In" "(Deixe Ela Entrar)" (BR)                                       | Rodman Flender                | Steve Yockey                    | 12 de julho de 2016   | 0.40                |
| 18           | 8            | "Village of the Damned" "(A Cidade dos Condenados)" (BR)                               | Gil Kenan                     | Meredith Glynn                  | 19 de julho de 2016   | 0.36                |
| 19           | 9            | "The Orphanage" "(O Orfanato)" (BR)                                                    | Leigh Janiak                  | Brian Sieve                     | 26 de julho de 2016   | 0.35                |
| 20           | 10           | "The Vanishing" "(O Silêncio do Lago)" (BR)                                            | Kevin Kolsch & Dennis Widmyer | Eoghan O'Donnell                | 2 de agosto de 2016   | 0.32                |
| 21           | 11           | "Heavenly Creatures" "(Criaturas Celestiais)" (BR)                                     | Jamie Travis                  | Anna Christopher                | 9 de agosto de 2016   | 0.35                |
| 22           | 12           | "When a Stranger Calls" "(Chamada de: Desconhecido)" (BR)                              | Patrick Lussier               | Eoghan O'Donnell                | 16 de agosto de 2016  | 0.34                |
| 23           | 13           | "Halloween" "(Halloween)" (BR)                                                         | Oz Scott                      | Brian Sieve                     | 18 de outubro de 2016 | 0.30                |
| 24           | 14           | "Halloween II" "(Halloween II)" (BR)                                                   | Oz Scott                      | Eoghan O'Donnell                | 18 de outubro de 2016 | 0.30                |

### 3ª temporada (2019)
| N° na série | N° na temporada | Título                                                    | Dirigido por                  | Escrito por                        | Exibição original   | Audiência (em milhões) |
| ----------- | --------------- | --------------------------------------------------------- | ----------------------------- | ---------------------------------- | ------------------- | ---------------------- |
| 25          | 1               | "The Deadfast Club" "(O Clube da Morte)"                  | Kevin Kölsch & Dennis Widmyer | Brett Matthews                     | 8 de julho de 2019  | ASD                    |
| 26          | 2               | "Devil's Night" "(Noite do Diabo)"                        | Tanya Hamilton                | Leigh Dana Jackson & Kristi Korzec | 8 de julho de 2019  | ASD                    |
| 27          | 3               | "The Man Behind the Mask" "(O Homem Por Trás da Máscara)" | Darren Grant                  | Benjamin Raab & Deric A. Hughes    | 9 de julho de 2019  | ASD                    |
| 28          | 4               | "Ports in the Storm" "(Portos na Tempestade)"             | William Scharpf               | Penny Cox                          | 9 de julho de 2019  | ASD                    |
| 29          | 5               | "Blindspots" "(Ponto Cego)"                               | Darren Grant                  | Sherman Payne                      | 10 de julho de 2019 | ASD                    |
| 30          | 6               | "Endgame" "(Fim de Jogo)"                                 | Kevin Kölsch & Dennis Widmyer | Brett Matthews                     | 10 de julho de 2019 | ASD                    |

## Scream After Dark!
Scream After Dark! é um aftershow de televisão de meia hora apresentado por Jeffery Self, que apresenta cenas dos bastidores, esboços de comédia e entrevistas com o elenco principal da série, onde discutem um episódio de Scream após sua exibição original.
| N.º | Episódio discutido                | Exibição original    | Audiência (milhões) |
| --- | --------------------------------- | -------------------- | ------------------- |
| 1 | "I Know What You Did Last Summer" | 30 de maio de 2016   | 0.19                |
| Convidados: Willa Fitzgerald, Bex Taylor-Klaus, John Karna, Carlson Young, Amadeus Serafini, e Kiana Ledé                                 |                                   |                      |                     |
| 2 | "Village of the Damned"           | 19 de julho de 2016  | 0.20                |
| Convidados: Willa Fitzgerald, Bex Taylor-Klaus, John Karna, Carlson Young, Amadeus Serafini, Kiana Ledé, Santiago Segura e Sean Grandillo |                                   |                      |                     |
| 3 | "When a Stranger Calls"           | 16 de agosto de 2016 | 0.15                |
| Convidados: Willa Fitzgerald, Bex Taylor-Klaus, John Karna, Carlson Young, Amadeus Serafini, Kiana Ledé, Santiago Segura e Sean Grandillo |                                   |                      |                     |